# Риба луна
Рибата луна (Mola mola) е вид лъчеперка от семейство Риби луна (Molidae). Тя е най-тежката костна риба в света.
Латинското ѝ име mola (в превод: воденичен камък) е получила заради формата си на голям камък, а на български заради приликата ѝ в профил с Луната. Видът обитава топлите тропически и умерени части на океаните. Тялото е странично сплескано, с дължина до над 4 m и тегло над 2 тона. Гръбните и вентралните перки са удължени. Рибата луна е хищна риба и се храни основно с малки риби, мекотели, ракообразни и медузи. Не е обект на промишлен риболов. Месото и субпродуктите на рибата луна са под забрана в ЕС (поради наличието на отровни токсини), но са считани за деликатеси в някои страни като Япония, Корея и Тайван. Някои части от рибата се използват в китайската медицина. В тялото им се съдържа същият токсин като в рибите таралеж и рибите балон (известната риба Фугу).

## Разпространение и местообитание
Рибата луна обитава топлите океански води на дълбочина от 30 до 480 m (обикновено 30 – 70 m) с температури 12 – 25 °C. Забелязана е в Източен Тихи океан (Британска Колумбия, Канада, Перу и Чили), Западен Тихи океан (Япония и Австралия), Източен Атлантически океан (от Скандинавия до Южна Африка, а понякога и в западно Балтийско и Средиземно море) и Западен Атлантически океан (Нюфаундленд, Канада, Аржентина).

## Описание
Рибата луна няма гръбни и анални бодли. Тяло ѝ е покрито с изключително дебела, еластична кожа. Опашната перка е заменена от структура, наречена „клавус“. Гръбните и аналните перки са удължени с къса основа; при плуване тези перки се размахват синхронно от двете страни като задвижват рибата с изненадващо добра скорост. Пекторалните перки са малки и закръглени, насочени нагоре. Устата е много малка, като зъбите са сраснали по подобие на папагалския клюн. Газовият мехур, чрез който рибите регулират плаваемостта си, отсъства при възрастните екземпляри. Рибата луна често се носи по повърхността на водата, плавайки на едната си страна, но като плуват са изправени. Обикновено плуват близо до повърхността и гръбната перка се издава над водата, създавайки впечатление за акула, но те са спокойни и не са опасни за хората. Вероятно поради спокойния си живот, рибите луна страдат от много паразити (над 40 различни вида). Продължителността на живота им не е известна. Женските са по-големи от мъжките и произвеждат многобройни малки яйца (300 милиона яйца, намерени в женска риба луна дълга 1,5 m). Новоизлюпените рибки са с необичайна форма и големина около 2,5 mm и тегло част от грама. На свобода рибата луна може да нарасне до 60 млн. пъти от първоначалното си тегло (това е приблизително от еднограмова попова лъжичка да израсте 60-тонна жаба). Рибата луна е регистрирана като най-тежката костна риба и като тази с най-много яйца в Книгата с рекордите на Гинес.
Поради ограничената си маневреност и големите си размери рибата луна не се адаптира добре в плен, макар че присъства в много аквариуми и океанариуми.